# أندرو بيشوب
أندرو بيشوب (بالإنجليزية: Andrew Bishop) هو لاعب اتحاد الرغبي بريطاني، ولد في 7 أغسطس 1985 في Llantrisant ‏ في المملكة المتحدة.

## وصلات خارجية
- أندرو بيشوب عل موقع إسبنسكروم (الإنجليزية)
- أندرو بيشوب على موقع ItsRugby.co.uk (الإنجليزية)